# Kościół św. Maksymiliana Marii Kolbego w Szczecinie
Kościół św. Maksymiliana Marii Kolbego w Szczecinie – kościół parafii rzymskokatolickiej w Szczecinie Pomorzanach.

## Historia
Pierwsze wzmianki o kościele w Szczecinie-Pomorzanach, stojącym przy obecnej ulicy Włościańskiej 67/69, pochodzą z roku 1445 , kiedy to powstał zapis o kościele w Pomorzanach, który jest filią obecnie nieistniejącego kościoła w Ustowie .
Świątynia ta została wybudowana w stylu gotyckim, umiejscowiona na skarpie wyłożonej polnymi kamieniami i otoczona murem obronnym . Od czasów reformacji do 1945 była kościołem protestanckim. W roku 1632 został zniszczony przez Szwedów , a następnie dwukrotnie odbudowywany zatracił swój pierwotny, gotycki wygląd. Powtórnie kościół został zniszczony podczas działań wojennych II wojny światowej . Odbudowany został w latach 1972–1973, a odbudową kierował proboszcz Tadeusz Jaszkiewicz. Wyposażeniem wnętrz i budową plebanii zajmował się proboszcz Zygmunt Kłysz . poświęcony przez biskupa szczecińsko-kamieńskiego Jerzego Strobę 30 grudnia 1973 roku . Parafia została powtórnie erygowana 4 czerwca 1977 roku przyjmując wezwanie św. Maksymiliana Kolbe.

## Architektura
Kościół w stylu gotyckim, usytuowany na wzniesieniu, jednonawowy, bez sklepień, o rzucie 15×9 m, pięciobocznie zamknięty od wschodu, z wieżą po stronie zachodniej, o harmonijnych proporcjach i bogatym detalu. Profilowany gzyms cokołowy otacza korpus nawy i wieżę, łącząc się z bogatym profilowaniem łęku portalowego. Płaskie lizeny dzielą załamania pięcioboku. Kształtki cokołu czarno glazurowane, w portalu alternacja glazurowanych i zwykłych oraz umiejętnie wplecione w wątek ceglanego muru liczne kamienie narzutowe nadają dekoracyjność i barwę licu tego obiektu. Górna część wieży z ryglówki została wykonana prawdopodobnie po zniszczeniu w 1677 roku. Wtedy też częściowo przemurowano otwory okienne. W ostatnich działaniach wojennych obiekt został poważnie uszkodzony, szczególnie jego wschodnia część.

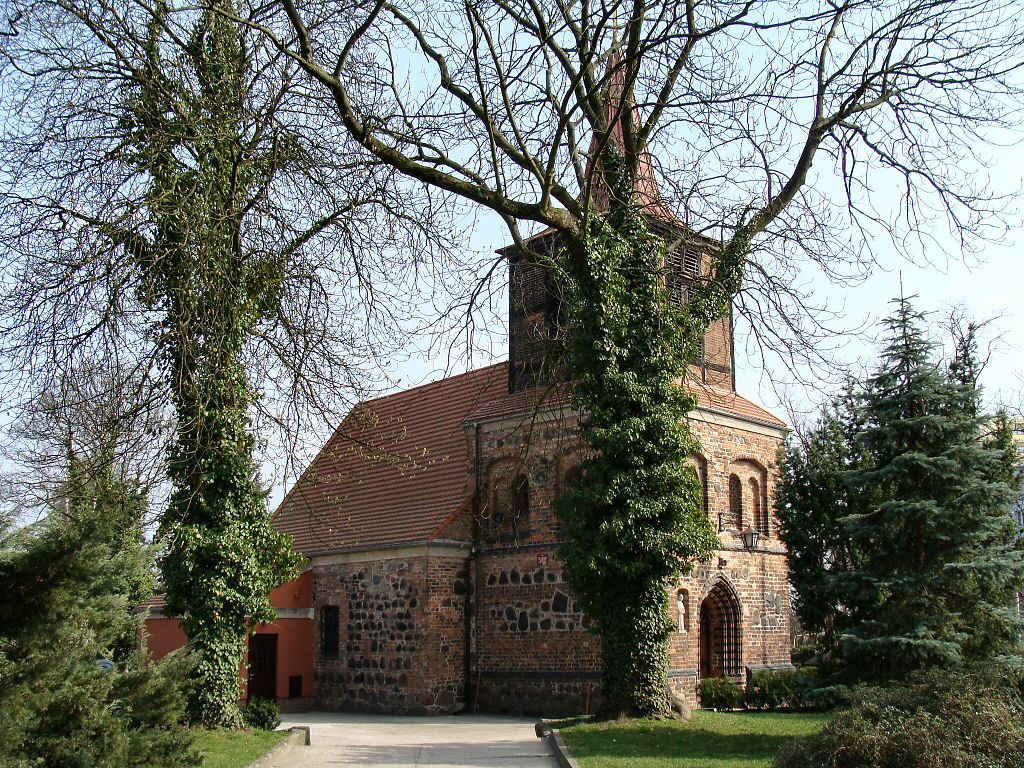
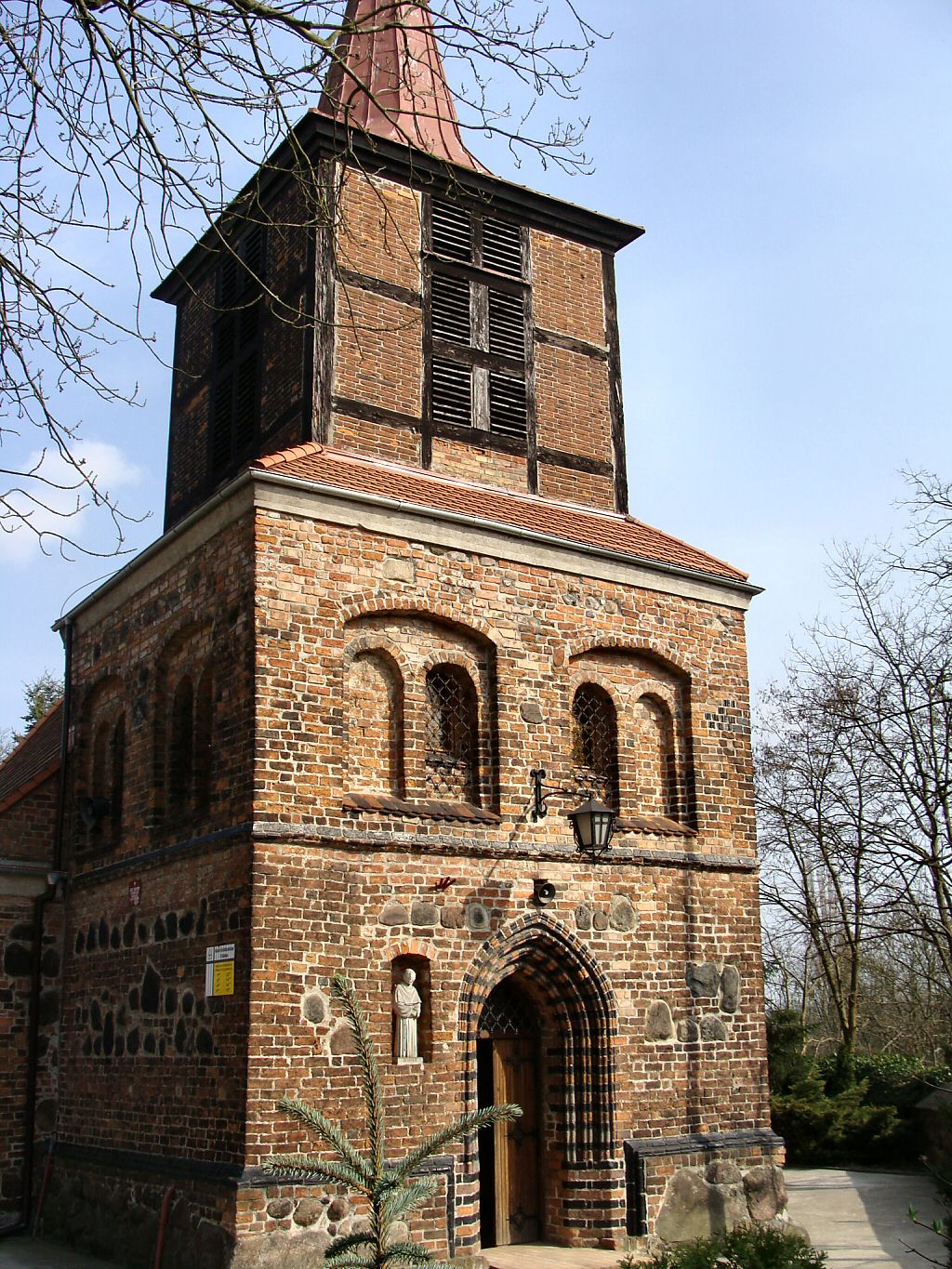
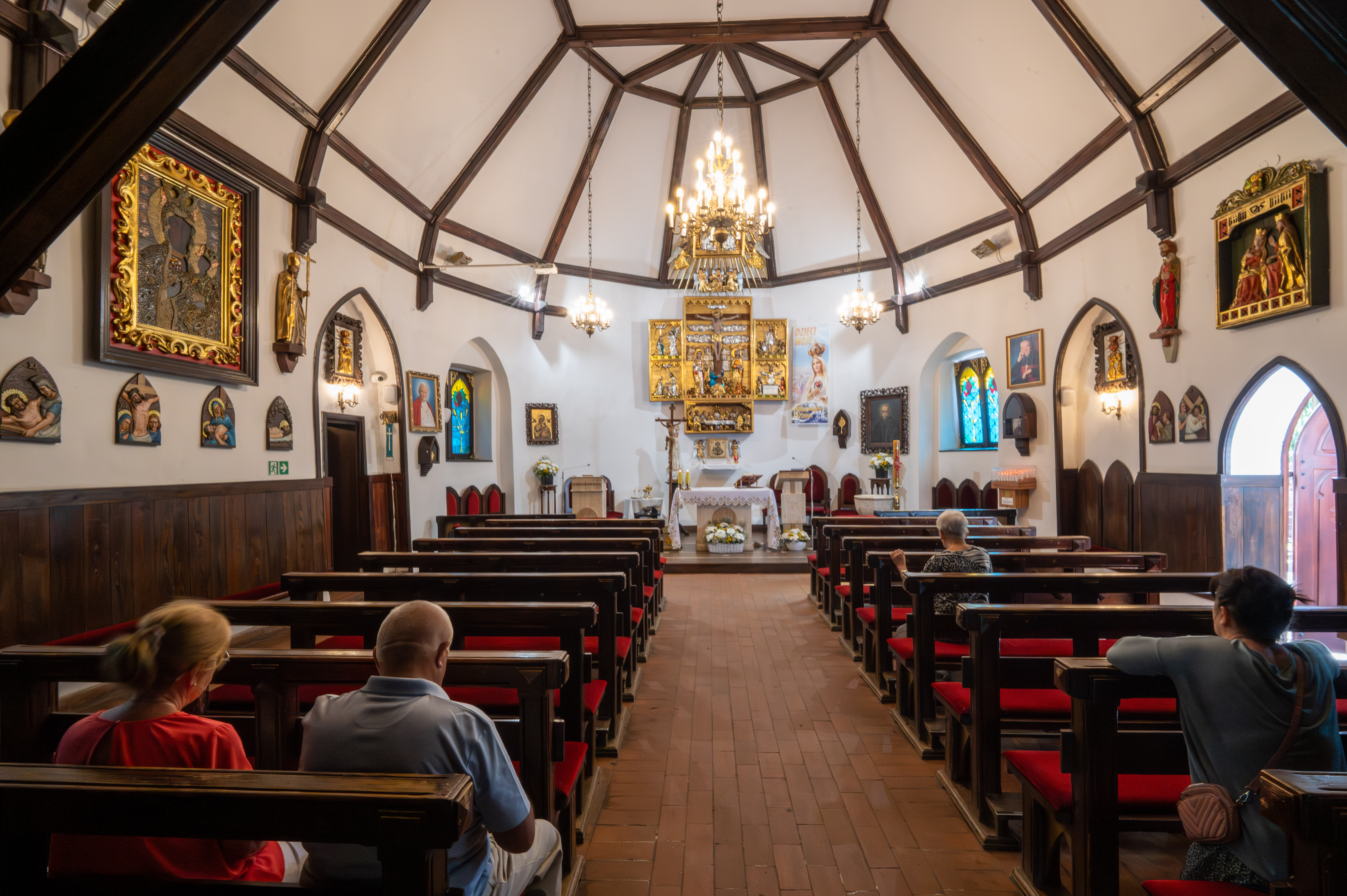
Wnętrze
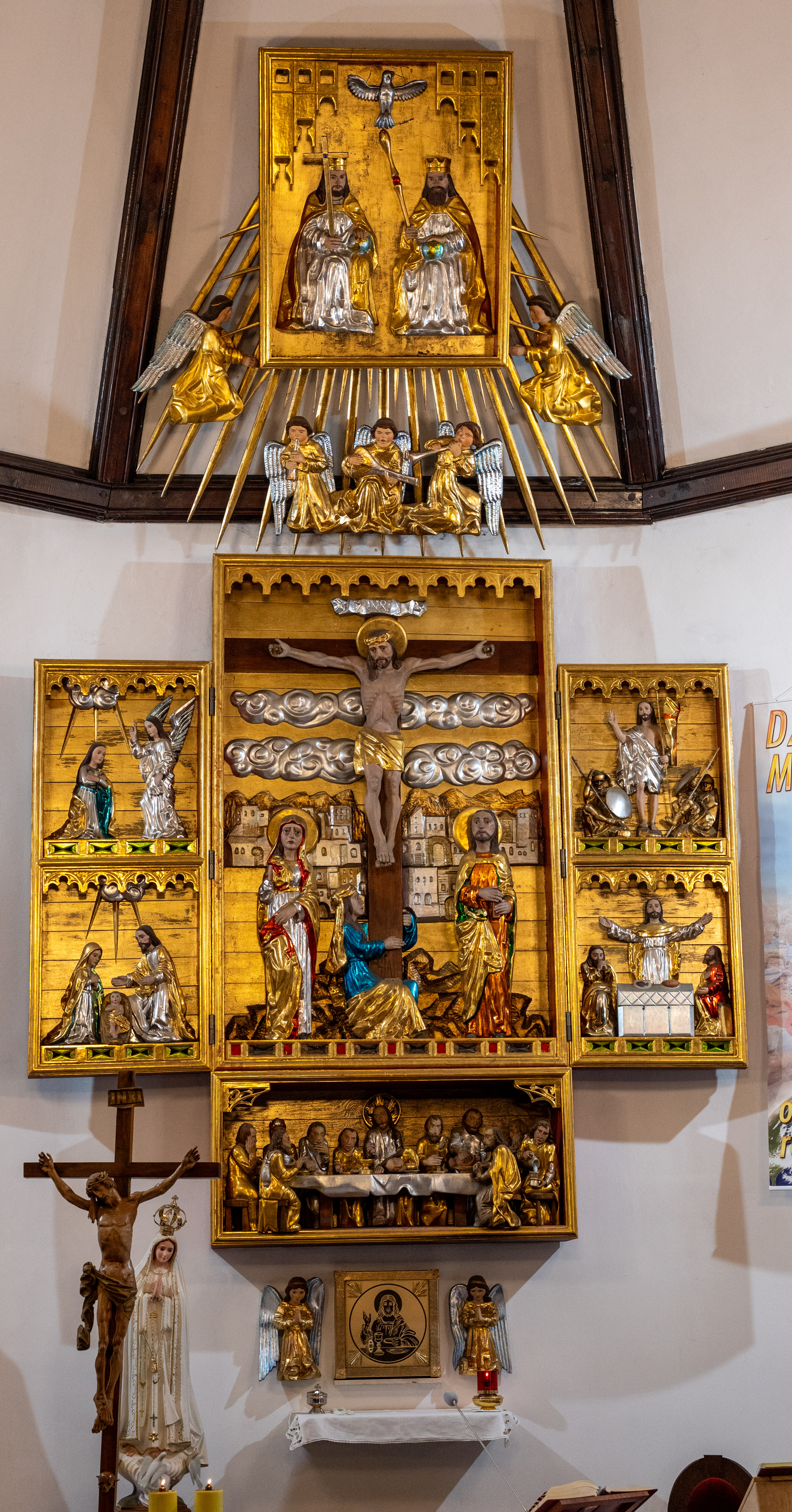
Ołtarz główny